# Ubik
Ubik es una novela de ciencia ficción escrita en 1969 por Philip K. Dick, que trata principalmente de numerosas realidades o universos, cada uno dentro de otro. Además incluye ideas de la vida después de la muerte.

## Argumento
El arruinado Joe Chip viaja a la Luna con su jefe Glen Runciter —cuya difunta esposa se mantiene artificialmente en un estado llamado  semivida— y un pequeño grupo de antipsíquicos para solucionar los problemas que sufre una empresa con algunos telépatas infiltrados. Allí caen en una trampa en la que muere Runciter. A la vuelta del grupo a la Tierra, una extraña regresión parece afectar a la realidad, y tras encontrar varios mensajes de su jefe en los lugares más imprevisibles, Chip comienza a sospechar que quizá el muerto no sea aquel, o que quizá todo sea obra de una nueva agente con extraños poderes; o que tal vez, inexplicablemente, lo que les sucede no sea más que el producto de un gigantesco engaño. Sus compañeros comienzan a morir uno a uno, y la única solución para escapar del embrollo parece ser un extraño producto: el ubik.

## Adaptaciones al cine
Los derechos del libro fueron adquiridos en mayo de 2008 por la productora francesa Celluloid Dreams. Según la hija de Dick, Isa Dick Hackett, la adaptación cinematográfica se encuentra en negociaciones avanzadas. A principios de 2011 se hizo público que Michel Gondry trabajaría en una adaptación de la película, con Steve Golin y Steven Zaillian como productores.